# Persévérance des saints
La persévérance des saints, également connue sous le nom de préservation des saints, est une doctrine calviniste affirmant que les élus persévéreront dans la foi et atteindront finalement le salut. Ce concept a été initialement développé par Augustin d'Hippone au début du Ve siècle, et repose sur l'idée de prédestination fondée sur un déterminisme théologique. Au XVIe siècle, Jean Calvin et d'autres réformateurs ont intégré cette idée dans leur cadre théologique. La doctrine de la persévérance des saints repose sur cette compréhension particulière de la prédestination et reste un pilier central de la théologie réformée aujourd'hui.

## Définition et terminologie

### Définition
La doctrine de la persévérance des saints affirme que les élus persévéreront dans la foi jusqu'à la fin de leur vie et atteindront finalement le salut. Ceux qui sont véritablement nés de nouveau sont les élus qui persévéreront jusqu'à la fin,,.

### Terminologie
Le terme alternatif « préservation des saints » met l'accent sur le rôle de Dieu dans la détermination de la persévérance des élus. À l'inverse, « persévérance des saints » souligne l'acte humain de persévérance, qui est une conséquence de la préservation divine,,. Cependant, « préservation des saints » est un concept plus large pouvant décrire comment Dieu préserve les élus, qu'il le fasse de manière déterministe ou non. La vision non déterministe, connue sous le nom de « préservation conditionnelle des saints », désigne l'action divine protégeant la relation du croyant avec Lui contre toute influence extérieure, tout en requérant la condition d'une foi continue de la part du croyant.
Une interprétation pratique de la doctrine calviniste de la « persévérance des saints » conduit à la notion de « sécurité éternelle ». Avec le temps, ce terme est devenu synonyme de la doctrine elle-même. Au début du XXe siècle, « sécurité éternelle » était utilisé comme synonyme strict de « persévérance des saints ». Toutefois, étant donné la signification théologique du terme « sécurité éternelle » dans l'usage courant, il est crucial de les distinguer. En effet, certains théologiens calvinistes rejettent l'utilisation de « sécurité éternelle » pour décrire leur doctrine de persévérance, tout comme les partisans des formes non-calvinistes de sécurité éternelle.

## Histoire

### Doctrine de la persévérance chez Augustin

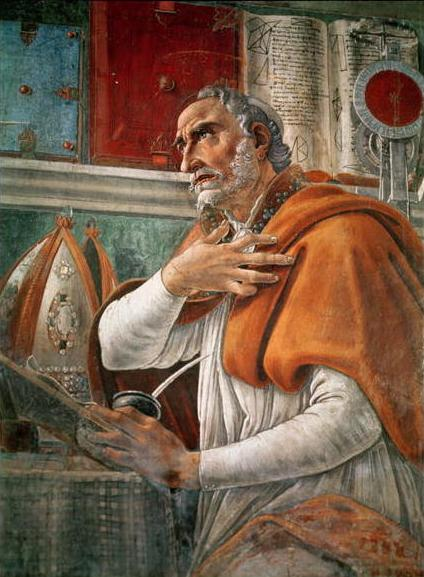
Sandro Botticelli, Saint Augustin dans son cabinet de travail, c. 1480.

Avant sa conversion au Christianisme en 387, Augustin d'Hippone (354–430) adhérait à trois philosophies déterministes : le stoïcisme, le néoplatonisme et le manichéisme,,,,,. Après sa conversion, il enseigna une théologie chrétienne traditionnelle contre les formes de déterminisme théologique jusqu'en 412,,.
Durant son conflit avec les pélagiens, cependant, Augustin réintroduisit certains principes manichéens dans sa pensée,,,,,, un changement notablement influencé par la controverse sur le baptême des enfants. Son exposition précoce au stoïcisme, avec son insistance sur le prédéterminisme divin méticuleux, a également façonné ses vues. Selon la doctrine manichéenne, les enfants non-nés et les enfants non baptisés étaient condamnés à l'enfer en raison de leur corps physique. Augustin affirmait que Dieu prédestinait les parents à rechercher le baptême pour leurs nouveau-nés, reliant le baptême à la régénération, et prédestinait ultimement quels enfants seraient damnés et lesquels seraient justifiés.
Augustin devait expliquer pourquoi certains baptisés continuaient dans la foi, tandis que d'autres apostasiaient et vivaient des vies immorales. Il enseigna que parmi ceux régénérés par le baptême, certains recevaient un don de persévérance (donum perseverantiae) leur permettant de maintenir leur foi et les empêchant de tomber,,. Sans ce second don, un chrétien baptisé et ayant le Saint-Esprit ne persévérerait pas et, en fin de compte, ne serait pas sauvé. Augustin développa cette doctrine de la persévérance dans De correptione et gratia (c. 426–427). Bien que cette doctrine donne théoriquement une sécurité aux élus qui reçoivent le don de persévérance, les individus ne peuvent pas déterminer s'ils l'ont reçu,,.

### Partisans de la sotériologie augustinienne avant la Réforme
Entre le Ve siècle et la Réforme au XVIe siècle, les théologiens qui défendaient la sotériologie augustinienne incluaient : Gottschalk (c. 808–868), Ratramne (mort en 868), Thomas Bradwardine (1300–1349), Grégoire de Rimini (1300–1358), John Wycliffe (1320s – 1384), Johann Ruchrat von Wesel (mort en 1481), Jérôme Savonarole (1452–1498) et Johann von Staupitz (1460–1524).

### Développement de la doctrine calviniste de la persévérance
Jean Calvin (1509–1564), parmi d'autres réformateurs, fut profondément influencé par la sotériologie augustinienne,. La sotériologie de Calvin fut ensuite davantage systématisée par Théodore de Bèze et d'autres théologiens. Elle fut ensuite articulée lors du deuxième Synode de Dordrecht (1618–1619) en réponse aux Cinq articles des remontrants,. La doctrine calviniste de la persévérance est présente dans les Confessions de foi réformées comme les Articles de Lambeth (1595), les Canons de Dordrecht (1618-1619) et la Confession de foi de Westminster (1646).

## Doctrine

### Une conséquence de la doctrine calviniste de la prédestination
Les formes orthodoxes du calvinisme considèrent la providence divine de Dieu comme étant exprimée à travers un déterminisme théologique,,. Cela signifie que chaque événement dans le monde est déterminé par Dieu. Comme le dit la Confession de foi de Westminster : « Dieu, de toute éternité, par le plus sage et saint conseil de sa propre volonté, a librement et immuablement ordonné tout ce qui arrive ». 
Concernant le salut, Calvin a expressément enseigné qu’il s’agissait d’une décision souveraine de Dieu de déterminer si une personne est sauvée ou damnée,. Il écrit : « Nous appelons prédestination le conseil éternel de Dieu, par lequel il a déterminé ce qu’il voulait faire de chaque être humain. Car Dieu ne les crée pas tous dans une même condition, mais il ordonne les uns à la vie éternelle, les autres à l’éternelle damnation. Ainsi, selon la fin pour laquelle est créé l’être humain, nous disons que celui-ci est prédestiné à la mort ou à la vie. » Ainsi, les actions humaines menant à cette fin sont également prédéterminées par Dieu. En conséquence, Calvin soutenait la doctrine de la persévérance des saints, affirmant la préservation inconditionnelle des élus.

### Interprétations pratiques de la doctrine de la persévérance des saints

#### Interprétation pratique rejetant une assurance absolue du salut
Selon le calvinisme, l’apostasie n’est pas possible pour ceux qui sont de véritables chrétiens. Cependant, être un véritable chrétien n’est démontré que par la persévérance jusqu’à la fin. Cela s’explique par le fait qu’il existe des cas où des individus semblent se tourner vers Dieu mais manifestent par la suite une apostasie définitive. Pour expliquer ce phénomène, les théologiens calvinistes ont avancé que la grâce commune pourrait inclure des effets indiscernables de l’appel efficace et de la grâce irrésistible subséquente. Sur cette question, Calvin a formulé le concept de « grâce temporaire » (parfois appelée « grâce évanescente »), qui apparaît et agit pendant un certain temps chez les réprouvés avant de disparaître,,,,. Cela signifie que l’Esprit Saint peut produire chez certaines personnes des effets qui sont indiscernables de la grâce irrésistible de Dieu. Ces effets peuvent également inclure des « fruits » visibles dans leur vie. Cette notion de grâce temporaire a été reprise par des théologiens calvinistes ultérieurs comme Théodore de Bèze, William Perkins, John Owen, Arthur Pink et Loraine Boettner. Ainsi, selon ce concept, la certitude d’être un véritable chrétien n’est théoriquement pas accessible durant la vie. Cette interprétation de la persévérance des saints qui reconnaît des explications comme celle de la « grâce évanescente », empêche le croyant d’avoir une assurance absolue de son salut. Plusieurs théologiens réformés ont exprimé une vision de l’assurance du salut comme étant non absolue,,,.

#### Interprétation pratique soutenant une assurance absolue du salut

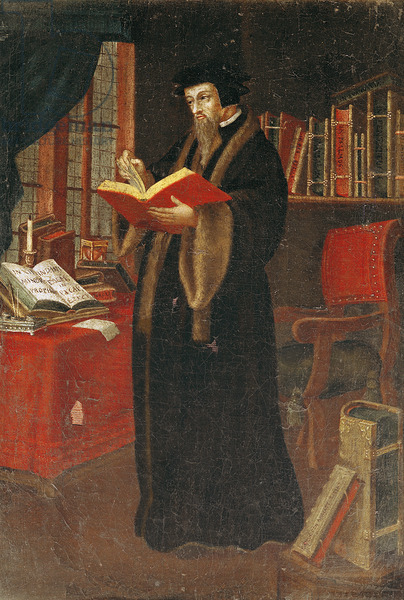
Anonyme, Portrait de Jean Calvin, XVII^{e} siècle.

Calvin s'est largement inspiré de la sotériologie augustinienne,. Cependant, à la fois Augustin et Luther, un moine augustinien, soutenaient que les croyants, en fonction de leur propre compréhension, ne pouvaient pas savoir de manière définitive s'ils faisaient partie des « élus à la persévérance »,,. Bien que Calvin n'ai pas fourni de justification précise, il était plus optimiste que Luther quant à cette possibilité. Calvin suggérait qu'une certaine assurance d'être élu pourrait être possible. Cette possibilité d'assurance, fondée sur l'introspection personnelle, a également été exprimée par les théologiens calvinistes ultérieurs. Elle a été mentionnée dans le Catéchisme de Heidelberg (1563) et dans la Confession de foi de Westminster (1646). Au XVIIIe siècle, l'hyper-calvinisme encourageait l'introspection comme moyen pour les adeptes de déterminer leur élection. Ce concept a persisté au XIXe siècle. Cette assurance forme la base de la sécurité éternelle inconditionnelle dans les cercles calvinistes.
Le processus menant à la sécurité éternelle se déroule comme suit : Initialement, le croyant doit embrasser le système calviniste, mettant l'accent sur l'élection inconditionnelle et la grâce irrésistible. Ensuite, à travers l'examen de soi, il doit discerner l'influence spirituelle du Saint-Esprit. Cette introspection peut mener à une foi en sa propre élection prédéterminée. Dans ce contexte, le concept de la persévérance des saints peut inciter le croyant à croire en sa persévérance irrésistible,.
Parce que cette interprétation pratique de la doctrine de la « persévérance des saints » mène à la « sécurité éternelle », dans le christianisme réformé, ce terme est devenu au fil du temps synonyme de la doctrine elle-même. Au début du XXe siècle, « sécurité éternelle » était utilisé comme un synonyme strict de « persévérance des saints ». Cependant, dans le protestantisme plus large, la « sécurité éternelle » porte souvent un sens distinct. Il est donc important de différencier les deux en raison de leur signification théologique respective.
Des groupes tels que les baptistes primitifs, fondé en Géorgie au début du XXe siècle, ont officiellement adopté cette forme de sécurité éternelle en raison de leurs profondes convictions calvinistes. 

#### Reconnaissance historique des interprétations
Dans les cercles calvinistes, deux interprétations pratiques émergent ainsi concernant la « persévérance des saints » : Une interprétation accepte les explications de l'apostasie apparente telles que la « grâce évanescente », qui ne donne pas aux croyants une assurance absolue du salut pendant leur vie. L'autre interprétation rejette ces explications, affirmant que les croyants, par l'introspection, peuvent savoir avec certitude absolue qu'ils sont élus, permettant ainsi de croire en la sécurité éternelle. Ces deux perspectives étaient déjà observées au XVIe siècle. Jacobus Arminius, (1560-1609), un pasteur de l'Église réformée, a rencontré les deux perspectives issues de la doctrine de la persévérance des saints. Il a qualifié la première perspective de « désespoir » (latin : desperatio) et la seconde de « sécurité » (latin : securitas). L'interprétation de la « sécurité éternelle » associée à la persévérance des saints a également été explicitement condamnée par le Concile de Trente (1545-1563),.

## Objections

### La persévérance des saints entrave l'assurance du salut
La doctrine de la persévérance des saints peut suggérer qu'un croyant ait une certaine assurance du salut final. Cependant, cette interprétation fait l'objet de critiques en raison de son apparente incohérence. Dans le calvinisme orthodoxe, bien que les élus soient destinés à persévérer jusqu'à la fin, les croyants ne peuvent avoir la certitude de leur élection qu'après avoir effectivement persévéré. Cette réalité, indépendamment des explications concernant l'apostasie définitive, mine l'utilité pratique de la « persévérance des saints », entravant ainsi l'assurance du salut. Cette critique a été avancée par diverses sources non calvinistes, notamment par les partisans de la théologie de la grâce libre et les défenseurs de la préservation conditionnelle des saints, tels que les arminiens.

### Incohérences dans l'explication de l'apostasie définitive
Dans le cadre de la persévérance des saints, le phénomène de l'apostasie définitive est généralement expliqué par les théologiens calvinistes par le concept de la « grâce évanescente ». Ce concept implique que l'Esprit Saint accorde délibérément une foi temporaire et les « fruits » associés. Les chrétiens non calvinistes considèrent cette explication comme contraire au caractère révélé de Dieu et incohérente avec la révélation globale.

### L'interprétation de la sécurité éternelle introduit une tension sur le sujet de la foi
L'interprétation de la « sécurité éternelle » associée à la persévérance des saints affirme qu'un individu peut croire qu'il est élu et qu'il persévérera donc irrésistiblement. Les arminiens soulignent souvent une tension dans cette vision entre la foi actuelle en Jésus et la foi en un événement passé, à savoir, l'élection. Ils soutiennent que cette foi en un événement passé reçoit une importance égale à celle de la foi présente en Jésus pour garantir le salut final. Les arminiens affirment que la foi véritable doit être unique et entièrement centrée sur Jésus.

### L'interprétation de la sécurité éternelle peut mener à l'antinomisme
L'interprétation de la « sécurité éternelle » associée à la persévérance des saints affirme qu'un individu peut croire qu'il est élu et qu'il persévérera ainsi irrésistiblement. Une telle interprétation peut amener un individu à abandonner une compréhension dynamique de la sanctification en faveur d'une perspective statique et antinomienne.

## Aspects exégétiques débattus

### Passages d'avertissement du livre des Hébreux
Plusieurs passages d'avertissement de l’Épître aux Hébreux, en particulier Hébreux 6:4-6 et Hébreux 10:26-39, semblent contredire la doctrine calviniste de la préservation inconditionnelle des élus,. Le débat autour de ces passages porte principalement sur l'identité des personnes visées, et plusieurs interprétations majeures ont été proposées :
- La vue hypothétique : Les avertissements sont réels mais hypothétiques, destinés à secouer les croyants pour les amener à la rectitude morale et à la persévérance[111],[112].
- La vue phénoménologique du faux croyant : Les avertissements sont réels et adressés à des personnes qui peuvent véritablement commettre le péché d'apostasie, mais celles qui peuvent le faire ne sont pas de vrais croyants[111],[113].
- La vue phénoménologique du vrai croyant : Les avertissements sont donnés aux vrais croyants qui peuvent véritablement commettre ce péché[114],[113].
- La vue de la communauté de l'alliance : Les avertissements concernent le rejet d'une communauté d'alliance par Dieu lorsque la communauté dans son ensemble se détourne de la volonté de Dieu, plutôt que des croyants individuels[115],[113].

Il existe plusieurs interprétations moins courantes. L'une suggère que les avertissements ne se réfèrent pas à une perte de salut, mais plutôt à une perte de récompenses éternelles,. Une autre propose que les avertissements pourraient se référer aux chrétiens juifs revenant au judaïsme,.

### Interprétations d'Hébreux 6:4-6 soutenant la préservation inconditionnelle calviniste
« Vue hypothétique » : Hébreux 6:4-6 peut décrire ceux qui se révoltent temporairement dans leur foi, mais ne traite pas de la question de la perte permanente de la foi. Cette interprétation a fait l'objet de critiques de la part des non-calvinistes,.
« Vue phénoménologique du faux croyant » : Hébreux 6:4-6 ne se réfère pas à des individus régénérés, mais à des incroyants qui ont reçu les dons de Dieu et ont bénéficié de sa grâce, mais qui sont restés sceptiques. Cette vue a également été critiquée par les non-calvinistes,.

### Interprétation d'Hébreux 6:4-6 contredisant la préservation inconditionnelle calviniste
« Vue phénoménologique du vrai croyant » : Oropeza affirme que les destinataires de la lettre aux Hébreux ont fait face à des persécutions, et l'auteur reconnaît que certains membres étaient devenus des apostats malgré leurs véritables expériences de conversion. L'auteur avertit l'audience actuelle que, malgré les bienfaits passés et les expériences confirmant leur foi, eux aussi pourraient se détourner s'ils continuent dans leur état de négligence, avec des conséquences graves pour l'apostasie. Tandis que certains défendent une interprétation de l'apostasie irrémédiable, d'autres soutiennent que l'apostasie d'un chrétien régénéré est possible, mais pas systématiquement irrémédiable tant qu'il est vivant. Selon cette vue, McKnight suggère que l'auteur des Hébreux décrit une apostasie qui dépasse la période de grâce accordée par Dieu, et qui est irrémédiable, et non l'apostasie remédiable qui peut survenir pendant la vie d'une personne.

## Vues protestantes divergentes

### Vue anabaptiste
Les anabaptistes enseignent traditionnellement la préservation conditionnelle des saints.

### Vue luthérienne
Les luthériens croient qu'un véritable chrétien peut perdre son salut,.

### Vue arminienne
Les arminiens enseignent la préservation conditionnelle des saints.

### Vue de la grâce libre
Les partisans de la théologie de la grâce libre croient que les croyants se voient promettre la sécurité éternelle, mais sans garantie de persévérance. Ceux qui ne persévèrent pas feront face à une discipline temporelle et à une perte de récompenses.

### Citations
1. ↑  Grudem 1994, p. 970. « La persévérance des saints signifie que tous ceux qui sont véritablement nés de nouveau seront gardés par la puissance de Dieu et persévéreront comme chrétiens jusqu'à la fin de leur vie, et que seuls ceux qui persévèrent jusqu'à la fin ont été véritablement nés de nouveau. »
2. ↑  Westminster Assembly 1946, chap. 17, art. 2. « Ceux que Dieu a acceptés en son Bien-Aimé, appelés efficacement et sanctifiés par son Esprit, ne peuvent ni totalement ni définitivement se détourner de l'état de grâce, mais persévéreront assurément jusqu'à la fin et seront éternellement sauvés. »
3. ↑  Sproul 2016, p. 208.
4. 1 2  Sproul 2016, chap. Perseverance and Preservation.
5. ↑  Palmer 1996, p. 82.
6. 1 2  Westminster Assembly 1946, chap. 17, art. 3.
7. ↑  Ashby 2002, p. 163–166.
8. 1 2  Purkiser 2008, p. 106. « Dans la majorité des cas, cependant, la doctrine de la sécurité éternelle n'est pas fondée sur le dogme calviniste de la prédestination inconditionnelle. Bien que tous ceux qui enseignent la sécurité éternelle soient souvent appelés "calvinistes", en réalité la plus grande partie d'entre eux ne sont pas plus de 20 % calvinistes. »
9. 1 2 3  Johnson 2008, p. 21-22. « Il est courant d'entendre le terme « sécurité éternelle » utilisé essentiellement comme synonyme de « persévérance des saints ». [...] Cependant, le terme « sécurité éternelle » est souvent utilisé de manière très différente et non biblique [...] Ainsi, dans l'usage courant, le terme « sécurité éternelle » peut parfois faire référence à une doctrine diamétralement opposée à la doctrine réformée de la persévérance. »
10. ↑  USBC 1941, p. 252. « Le premier changement dans les Articles de Foi concernait la doctrine calviniste de la « sécurité éternelle ». Elle a été modifiée en passant de : « tous ceux qui sont régénérés et nés de nouveau par l'Esprit de Dieu ne tomberont jamais définitivement » à : « tous ceux qui sont régénérés et nés de nouveau par l'Esprit de Dieu, et persévèrent jusqu'à la fin, seront sauvés. » »
11. 1 2  Grudem 1994, p. 860. « [N]ous voyons pourquoi l'expression sécurité éternelle peut être très trompeuse. Dans certaines églises évangéliques, au lieu d'enseigner la présentation complète et équilibrée de la doctrine de la persévérance des saints, les pasteurs ont parfois enseigné une version édulcorée, qui en fait dit aux gens que tous ceux qui ont une fois professé la foi et été baptisés ont la « sécurité éternelle ». »
12. ↑  Horton 2002, p. 24. « En fait, la sécurité éternelle n'est pas une doctrine calviniste mais, du moins dans les expressions que je connais, repose sur des présupposés arminiens concernant la grâce et le libre arbitre. »
13. ↑  Hunt et White 2009, p. 392. « Comme le dit Laurence M. Vance : Ce sont les calvinistes qui rejettent l'enseignement biblique de la sécurité éternelle. Le cinquième point du TULIP, tel qu'il a été formulé et interprété à l'origine, est en inimitié avec la sécurité éternelle. La persévérance des saints [...] n'est pas la même chose que la sécurité éternelle. »
14. ↑  McCann 2009, p. 274-277.
15. ↑  Oort 2006, p. 709-723.
16. 1 2 3  Christie-Murray 1989, p. 89.
17. ↑  Adam 1968, p. 1-25.
18. ↑  Latourette 1945, p. 332. « Le jeune Augustin, pendant un temps, avait des liens avec [le manichéisme]. Cela semble avoir laissé une impression durable sur lui. »
19. ↑  Newman 1904, p. 361.
20. ↑  Wilson 2018, p. 41–94.
21. ↑  O'Donnell 2005, p. 45, 48.
22. ↑  Chadwick 1986, p. 14.
23. ↑  Hanegraaf 2005, chap. Manichaeism, p. 757–765.
24. ↑  Bonner 1999, chap. Augustine, the Bible and the Pelagians, p. 227–243.
25. ↑  Schaff 1997, p. 789, 835.
26. ↑  Chadwick 1993, p. 232-233.
27. ↑  Strong et McClintock 1880.
28. ↑  Mozley 1855, p. 149. « Quand Saint Augustin est accusé de fatalisme par Pélage, il ne renie pas la certitude et la nécessité, mais seulement les superstitions et impiétés populaires de ce système. »
29. ↑  Haight 1974, p. 30. « Le baptême des enfants tendait à être considéré comme une initiation au royaume de Dieu, et les effets du péché originel comme étant transmis par la société. Seul le baptême des adultes incluait la rémission des péchés. Augustin a nié cette vision traditionnelle : la nature de l'homme est fondamentalement désordonnée à cause du péché hérité, ce qui implique une culpabilité personnelle, de sorte qu'un enfant non baptisé ne pouvait pas être sauvé. »
30. ↑  Chadwick 1965.
31. ↑  Cross 2005, p. 701.
32. ↑  Augustine 1994, Sermons III/8, Sermon 294, p. 184, 196.
33. ↑  Wilson 2017, p. 40.
34. ↑  Wilson 2018, p. 150, 160–162, 185–189.
35. ↑  Hägglund 2007, p. 139–140.
36. ↑  Burnell 2005, p. 85-86.
37. ↑  James 1998, p. 101.
38. ↑  Wilson 2018, p. 184–189, 305.
39. ↑  Davis 1991, p. 213.
40. ↑  Newman 1904, p. 317.
41. ↑  McGrath 1998, p. 160-163.
42. ↑  EncyclopaediaE 2024a.
43. ↑  dePrater 2015, p. 37.
44. ↑  EncyclopaediaE 2024b.
45. ↑  Stacey 2024.
46. ↑  Schaff 1997b, § 75.
47. ↑  Schaff 1997, § 76.
48. ↑  dePrater 2015, p. 42–43.
49. 1 2  McMahon 2012, p. 7–9. « C'est pourquoi, toutes les quatre pages de l’Institution de la religion chrétienne Jean Calvin cite Augustin. Calvin, pour cette raison, se considérerait non comme un calviniste, mais comme un augustinien. [...] Les calvinistes, devraient-ils être considérés comme des augustiniens-calvinistes ? »
50. 1 2  McKinley 1965, p. 19.
51. ↑  Muller 2003, p. 64–67.
52. ↑  Sproul 2016, p. 32.
53. ↑  Palmer 1996, p. 10.
54. ↑  Davis 1991, p. 220.
55. ↑  Helm 2010, p. 230. « [I]l est raisonnable de conclure que bien que Calvin n'adhère pas explicitement au déterminisme en tant que tel, il adopte néanmoins une perspective largement déterministe. »
56. ↑  Helm 2010, p. 268.
57. ↑  Clark 1961, p. 237-238. « Dieu est la seule cause ultime de tout. Il n'y a absolument rien qui soit indépendant de lui. Lui seul est l'être éternel. Lui seul est tout-puissant. Lui seul est souverain. »
58. ↑  Alexander et Johnson 2016, p. 204. « Il faut reconnaître d’emblée, et sans aucune gêne, que le calvinisme adhère effectivement au déterminisme divin : l’idée que tout est ultimement déterminé par Dieu. »
59. ↑  Westminster Assembly 1946, chap. 3.
60. ↑  Calvin 1845, 3.21.5.
61. ↑  Calvin 1845, 3.23.1. « Ceux donc que Dieu laisse de côté [qu'il n'élit pas], il les réprouve, et ce pour aucune autre raison que parce qu'il lui plaît de les exclure. »
62. ↑  Calvin 1845, 3.21.7.
63. ↑  Sproul 2011, p. 37. « Si Dieu a décidé de toute éternité quelle serait notre destinée, cela laisse fortement à penser que nos libres choix ne sont que des simulacres de rôles prédéterminés. C’est comme si Dieu avait écrit pour nous le scénario de notre vie dans le béton et que nous ne faisions que suivre celui-ci. »
64. ↑  Davis 1991, p. 217.
65. ↑  Pink 2001, p. 39, 47, 58.
66. 1 2  Grudem 1994, ., p. 860. « [C]ette doctrine de la persévérance des saints, si elle est correctement comprise, devrait susciter une réelle inquiétude, voire de la peur, dans le cœur de ceux qui s’éloignent de Christ. De telles personnes doivent clairement être averties que seuls ceux qui persévèrent jusqu’à la fin sont réellement nés de nouveau. »
67. ↑  Davis 1991, p. 217-218.
68. ↑  Calvin 1961, p. 66. « [C]eux qui semblent vivre pieusement peuvent être appelés fils de Dieu; mais puisqu'ils finiront par vivre impiement et mourront dans cette impiété, Dieu ne les appelle pas fils dans sa prescience. Il y a des fils de Dieu qui n'apparaissent pas encore ainsi pour nous, mais le sont maintenant pour Dieu ; et il y a ceux qui, à cause d'une grâce arrogée ou temporelle, sont appelés ainsi par nous, mais ne le sont pas pour Dieu ».
69. ↑  Calvin 1961, p. 151-152.
70. ↑  Calvin 1845, 3:24:8. « Parfois, cependant, il le communique aussi à ceux qu'il n'éclaire que pour un temps, et qu'ensuite, en juste châtiment de leur ingratitude, il abandonne et frappe d'un plus grand aveuglement. »
71. ↑  Calvin 1963, p. 76. « [...] Je ne vois pas que ce soit une raison pour laquelle [Dieu] ne devrait pas toucher les réprouvés avec un goût de sa grâce, ou illuminer leurs esprits avec quelques lueurs de sa lumière, ou les affecter avec un certain sens de sa bonté, ou graver en quelque sorte sa Parole dans leur cœur, sinon où serait cette foi passagère dont parle Marc (4, 17) ? Il y a donc du savoir chez le réprouvé, qui plus tard s'évanouit soit parce qu'il enfonce ses racines moins profondément qu'il ne le faudrait, soit parce qu'il s'étouffe et dépérit. »
72. ↑  Calvin 1845, 3:2:11. « L'expérience montre que les réprouvés sont parfois affectés d'une manière si semblable aux élus que même dans leur propre jugement il n'y a pas de différence entre eux. [...] [L]e Seigneur, pour mieux les condamner, et les laisser sans excuse, instille dans leur esprit un tel sentiment d'amour que l'on peut ressentir sans l'Esprit d'adoption [...] Par conséquent, comme Dieu ne régénère les élus que pour toujours par une semence incorruptible, [...] rien n'empêche une opération inférieure de l'Esprit de suivre son cours dans le réprouvé. [...] Ainsi nous écartons l'objection que si Dieu manifeste vraiment sa grâce, elle doit durer éternellement. Il n'y a rien d'inconciliable en cela avec le fait qu'il en éclaire certains avec un sens de sa grâce, qui s'avère ensuite évanescent. »
73. ↑  Calvin 1845, 3:2:11-12, p. 478-479. « [un réprouvé], tout comme un arbre qui n'est pas planté assez profondément peut prendre racine, mais avec le temps dépérit, peut pendant plusieurs années non seulement produire des feuilles et des fleurs, mais produire des fruits. »
74. ↑  Keathley 2010, p. 170. « La doctrine de la foi temporaire, une notion d'abord formulée par Calvin mais plus tard développée par Bèze et William Perkins, a encore intensifié le problème de l'assurance dans la théologie calviniste et puritaine. Selon eux, Dieu donne aux réprouvés, qu'il n'a jamais eu l'intention de sauver en premier lieu, un « aperçu » de sa grâce. Se basant sur des passages tels que Matt 7:21–23; Héb 6:4–6, et la parabole du Semeur, Bèze et Perkins attribuent cette fausse foi temporaire à une œuvre inefficace du Saint-Esprit. »
75. ↑  Gribben et Tweeddale 2022, p. 402. « [...] Owen admet volontiers que l'Esprit induit occasionnellement une illumination partielle de la vérité de l'évangile, qui pourrait produire une certaine conviction de péché et une réforme du comportement. [...] Car, quelle que soit sa ressemblance superficielle avec une véritable conversion, elle est en deçà de cette réalité et explique le phénomène d'une illumination apparemment temporaire décrite en Héb. 6:4. »
76. ↑  Pink 2009, p. 18-19. « Les Écritures enseignent également que les individus peuvent posséder une foi inspirée par le Saint-Esprit, mais qui ne conduit pas au salut. Cette foi, à laquelle nous faisons référence, est caractérisée par deux éléments que ni l'éducation ni les efforts personnels ne peuvent susciter : la lumière spirituelle et une puissance divine qui incite l'esprit à donner son assentiment. Ainsi, il est possible qu'une personne bénéficie de cette illumination et de cette inclination divines sans pour autant être régénérée. Un exemple solennel de cette situation est exposé dans Hébreux 6:4-6. »
77. ↑  Boettner 1932, chap. 14. « En plus de ce qui a été dit, il faut admettre que souvent les opérations communes de l'Esprit sur la conscience éclairée conduisent à la réforme et à une vie religieuse extérieure. Ceux qui sont ainsi influencés sont souvent très stricts dans leur conduite et diligents dans leurs devoirs religieux. Au pécheur éveillé, les promesses de l'Évangile et l'exposition du plan de salut contenus dans les Écritures apparaissent non seulement comme vrais, mais aussi adaptées à sa condition. [...] Cette foi perdure aussi longtemps que perdure l'état d'esprit par lequel elle est produite. Lorsque cela change, il retombe dans son état habituel d'insensibilité et sa foi disparaît. »
78. 1 2  Walls et Dongell 2004, p. 201-202. « Ce qui est vraiment remarquable ici, c'est que des personnes qui reçoivent cette illumination partielle et temporaire semblent pendant un temps être véritablement élues, mais ne le sont en réalité pas. Elles sont trompées par un faux espoir. Cette possibilité effroyable est ce qui hante les calvinistes qui luttent avec l'assurance et la certitude du salut. »
79. ↑  Calvin 1961, p. 126. « Telles gens demandent en premier lieu comment nous pourrions être assurés de notre salut, qui selon mon dire, est caché dans le conseil étroit de Dieu. J’ai répondu en mon institution, puisque la certitude de salut nous est proposée en Jésus Christ, que tous ceux qui laissent cette fontaine de vie, de laquelle il nous était aisé de puiser, et vont chercher leur salut aux abîmes qui leur sont cachés pour le tirer de là, pervertissent tout ordre et font grande injure à Jésus Christ. » (italiques ajoutés)
80. ↑  Keathley 2010, p. 171. « Le voyage du pèlerin de John Bunyan a béni des multitudes de chrétiens, mais son autobiographie spirituelle, La grâce abondante pour le chef des pécheurs, est troublante. Il raconte comment, dans sa recherche apparemment sans fin de l'assurance du salut, il a été hanté par la question : « Comment savoir si je suis élu ? » ».
81. ↑  Keathley 2010, p. 164. « Michael Eaton cite le prédicateur calviniste Asahel Nettleton : « Le plus que j'ai osé dire à mon propos, c'est que je pense qu'il est possible que j'arrive au ciel. » »
82. ↑  Paton 2013b. « Tu me demandes : Michael, sais-tu si tu es sauvé ? Ma réponse : oui. Tu me demandes : Michael, as-tu l'assurance ? Ma réponse : oui. Tu me demandes : Michael, pourquoi crois-tu que tu es sauvé ? Ma réponse : parce qu'aujourd'hui je crois encore. Mais je dois tester cela en permanence, car je ne suis pas infaillible. Il se pourrait que j'aie une fausse foi, mais je ne crois pas que ce soit le cas. Cette certitude à 90 % suffira. »
83. ↑  Davis 1991, ., p. 213. « Contrairement à Calvin et à ceux de la tradition réformée ultérieure, cependant, Augustin ne croit pas que le chrétien puisse dans cette vie savoir avec une certitude infaillible qu’il est en fait parmi les élus et qu’il finira par persévérer. »
84. ↑  Davis 1991, p. 216. « La question de savoir si le croyant, maintenant en état de grâce, resterait en grâce jusqu’à la fin était pour Luther une question ouverte. »
85. ↑  Calvin 1961, p. 126. « Telles gens demandent en premier lieu comment nous pourrions être assurés de notre salut, qui selon mon dire, est caché dans le conseil étroit de Dieu. J’ai répondu en mon institution, puisque la certitude de salut nous est proposée en Jésus Christ, que tous ceux qui laissent cette fontaine de vie, de laquelle il nous était aisé de puiser, et vont chercher leur salut aux abîmes qui leur sont cachées pour le tirer de là, pervertissent tout ordre et font grande injure à Jésus Christ. » (italiques ajoutés)
86. 1 2  Davis 1991, ., p. 217. « Calvin, cependant, a plus de confiance que Luther et la tradition catholique avant lui que le croyant puisse aussi avoir une grande assurance de son élection et de sa persévérance finale. »
87. ↑  Davis 1991, .., p. 217. « [Pour Calvin, lorsque le Père de l'Église Grégoire le Grand] « enseigne que nous ne connaissons que notre appel mais que nous sommes incertains de notre élection, il est gravement et dangereusement dans l'erreur. » »
88. ↑  Keathley 2010, p. 167. « Les calvinistes et puritains de l'après-Réforme étaient attachés à un point de vue [...] qui considérait l'assurance comme une grâce donnée après la conversion et discernée par un auto-examen minutieux. »
89. ↑  CRC 1988, Lord's Day 7, Q. 21, p. 19. « La véritable foi n'est pas seulement une connaissance et une conviction que tout ce que Dieu révèle dans sa Parole est vrai ; c'est aussi une assurance profondément enracinée, créée en moi par le Saint-Esprit, par l'Évangile, que par pure grâce obtenue pour nous par Christ, non seulement les autres, mais moi aussi, mes péchés ont été pardonnés, j'ai été réconcilié avec Dieu pour toujours, et j'ai reçu le salut. »
90. ↑  Westminster assembly 1946, chap. 18, art. 2. « Cette certitude n'est pas une simple conjecture et une persuasion probable fondée sur un espoir faillible ; mais une assurance infaillible de foi fondée sur la vérité divine des promesses de salut, l'évidence intérieure de ces grâces [...]. »
91. ↑  Ellis 2008, chap. Conclusion.
92. ↑  Toon 2011, p. 144. « L'hypercalvinisme a conduit ses adeptes à considérer que l'évangélisation n'était pas nécessaire et à accorder une grande importance à l'introspection pour découvrir si l'on était élu ou non. »
93. ↑  Britain 1827, vol. 1, p. 302. « L'élection, alors, sera comme un cordon triple descendu du ciel, que le croyant a le droit de considérer comme sa sécurité éternelle, qu'il ne faut jamais briser — et qui le tirera (sans le traîner) doucement à travers la sanctification de l'Esprit, et une croyance cordiale en la vérité, vers le havre du repos éternel. »
94. 1 2 3 4  Stanglin 2018.
95. ↑  Keathley 2010, p. 172. « Les calvinistes et puritains ultérieurs ont utilisé deux syllogismes, le syllogisme pratique et le syllogisme mystique, dans leur tentative de déterminer l'assurance par déduction logique. Le syllogisme pratique est le suivant : Prémisse majeure : Si la grâce irrésistible se manifeste en moi par de bonnes œuvres, alors je suis élu. Prémisse mineure (pratique) : Je manifeste de bonnes œuvres. Conclusion : Par conséquent, je suis l'un des élus. Mais comment sait-on que la prémisse mineure du syllogisme pratique est vraie pour lui ? Les puritains ont tenté de répondre à cette question par un auto-examen introspectif en utilisant le syllogisme mystique. Le syllogisme mystique est le suivant : Prémisse majeure : Si j'éprouve la confirmation intérieure de l'Esprit, alors je suis élu. Prémisse mineure (mystique) : J'éprouve la confirmation de l'Esprit. Conclusion : Par conséquent, je suis l'un des élus. »
96. ↑  USBC 1941, p. 252. « Le premier changement dans les Articles de foi a porté sur la doctrine calviniste de la « sécurité éternelle ». Il a été modifié de « tous ceux qui sont régénérés et nés de nouveau par l'Esprit de Dieu ne tomberont jamais définitivement » à « tous ceux qui sont régénérés et nés de nouveau par l'Esprit de Dieu, et qui persévèrent jusqu'à la fin, seront sauvés. » »
97. ↑  Kurian et Day 2017, ch. Primitive Baptists.
98. ↑  Garrett 2009, p. 212.
99. ↑  Routledge 1851, Session 6, chap. 16., Canon 16. « Si quelqu'un dit qu'il sera certain, avec une certitude absolue et infaillible, d'avoir ce grand don de la persévérance jusqu'à la fin, à moins qu'il ne l'ait appris par une révélation spéciale ; qu'il soit anathème. »
100. ↑  Davis 1991, p. 218-219.
101. ↑  Geisler 2002, n. 7, p. 68. « La plupart des calvinistes convaincus affirment que l'assurance complète dans cette vie est possible. Cependant, cela est incompatible avec leurs autres croyances selon lesquelles il faut maintenir une vie de bonnes œuvres jusqu'à la fin pour être sûr d'être sauvé et ne pas avoir eu une « fausse assurance » pendant sa vie et avoir, par conséquent, fait partie des non-élus. »
102. ↑  Purkiser 2008, .., p. 87. « Il s’agit alors d’une sécurité assez bizarre. Quelqu’un dit en effet : Si je suis élu pour la vie éternelle, je suis éternellement en sécurité. Mais je ne puis, vu la nature de ce cas, être sûr que je suis ainsi élu. »
103. ↑  Robinson 2022, p. 352-253. « Pour Dieu agir de cette manière semble non seulement ridicule, mais plus important encore, cela donne l'impression que Dieu est trompeur en berçant le croyant temporaire dans l'idée qu'il (et ses compagnons croyants) sont de véritables croyants et font partie des élus de Dieu, à un moment donné. [...] [C]ela est contraire au caractère de Dieu qui se révèle comme le Dieu de la vérité et de la fidélité [...]. »
104. ↑  Ashby 2002, p. 164-169.
105. ↑  Wynkoop 1967, chap. 6. « [L']assurance [est] une foi croissante, approfondie, qui se développe en Christ et mesurée par une croissance en amour et en obéissance, et qui regarde vers Lui, pas en arrière vers un passé, aussi important que ce moment puisse être pour l'« entrée ».
106. ↑  Purkiser 2008, ..., p. 107. « Leur propre foi leur fait défaut parce qu’ils ne veulent – ne peuvent – ni faire confiance entièrement à l’amour de Dieu, tel qu’il est exprimé dans l’oeuvre définitive de Christ, ni s’appuyer sur les promesses et les privilèges de cet amour ou de cette oeuvre. »
107. ↑  Wynkoop 1967, chap. 6.. « La conditionnalité même du salut biblique nous conduit alors à une compréhension très sérieuse et profonde de la sanctification. L'assurance n'est pas une conception statique, amorale, voire antinomienne. [...] L'antithèse véritable au calvinisme est le concept wesleyen et (nous croyons) biblique de la sanctification avec sa signification dynamique, impliquant la vie [...] ».
108. ↑  McKnight 1992, p. 55.
109. ↑  Ashby 2002, p. 173.
110. ↑  Oropeza 2011, Partie 1, A Synthetic Approach to the Warnings.
111. 1 2  McKnight 1992, p. 23.
112. ↑  Ashby 2002, p. 174.
113. 1 2 3  Oropeza 2011, Partie 1.
114. ↑  McKnight 1992, p. 24.
115. ↑  McKnight 1992, p. 25.
116. ↑  McKnight 1992, p. 36.
117. ↑  Ashby 2002, p. 177-178.
118. ↑  McKnight 1992, p. 39.
119. 1 2  Ashby 2002, p. 175-176.
120. ↑  Kim 2022, Ch. 2, § K..
121. ↑  Picirilli 2002, p. 228.
122. ↑  Ashby 2002, p. 176-177.
123. ↑  DeSilva 1999.
124. ↑  Oropeza 2011, Partie 1, The Test-of-Genuineness.
125. ↑  Oropeza 2012, p. 30–70.
126. ↑  Ashby 2002, p. 187.
127. ↑  McKnight 1992, p. 55-59.
128. ↑  Eby 2020.
129. ↑  Jacobs 1911, Formula of Concord : Solid declaration, chap. 4, par. 31-32, p. 586.
130. ↑  Jacobs 1911, Formula of Concord : Solid declaration, chap. 11, par. 42, p. 657.
131. ↑  McKinley 1965, p. 56.
132. ↑  Stanley 1990, p. 81, 116–118.

### Sources
- (de) Alfred Adam, Das Fortwirken des Manichäismus bei Augustin, Gütersloh, Mohn, 1968
- (en) David Alexander et Daniel Johnson, Calvinism and the Problem of Evil, Eugene, OR, Pickwick Publication, 2016
- (en) Stephen M. Ashby, Four Views on Eternal Security, Grand Rapids, MI, Zondervan, 2002
- (en) Augustine, The Works of Saint Augustine: A New Translation for the 21st Century, Hyde Park, NY, New City Press, 1994
- (en) Lorraine Boettner, The Reformed Doctrine of Predestination, Philadelphia, The Presbyterian and Reformed Publishing Company, 1932
- (en) Gerald Bonner, Augustine and the Bible, Notre Dame, IN, University of Notre Dame Press, 1999
- (en) Joseph F. Britain, « Election », The Calvinistic Magazine, vol. 1-2,‎ 1827 (lire en ligne)
- (en) Peter Burnell, The Augustinian Person, Washington, D.C., The Catholic University of America Press, 2005
- (en) John Calvin (trad. Henry Beveridge), Institutes of the Christian Religion; a New Translation by Henry Beveridge, vol. 2, Edinburgh, Calvin Translation Society, 1845 (lire en ligne), books 2, 3
- (en) John Calvin, Concerning the Eternal Predestination of God, London, James Clarke & Co. Limited, 1961
- (en) John Calvin (trad. W. B. Johnston), The Epistle of Paul the Apostle to the Hebrews and the First and Second epistles of St Peter, Grand Rapids, MI, William B. Eerdmans Publishing Company, 1963
- (en) Henry Chadwick, Augustine: A Very Short Introduction, Oxford, UK, Oxford University Press, 1986
- (en) Henry Chadwick, « Justin Martyr's Defence of Christianity », Bulletin of the John Rylands Library, vol. 47, no 2,‎ 1965, p. 275–297 (DOI 10.7227/BJRL.47.2.3)
- (en) Henry Chadwick, The Early Church, London, Penguin books, 1993
- (en) David Christie-Murray, A history of heresy, Oxford; New York, Oxford University Press, 1989
- (en) Gordon H. Clark, Religion, Reason, and Revelation, Philadelphia, Presbyterian and Reformed, 1961
- (en) CRC, Ecumenical Creeds and Reformed Confessions, Grand Rapids, CRC Publications, 1988, « The Heidelberg Catechism »
- (en) F. L. Cross, The Oxford dictionary of the Christian church, New York, Oxford University Press, 2005
- (en) John Jefferson Davis, « The Perseverance of the Saints: A History of the Doctrine », Journal of the Evangelical Theological Society, vol. 34, no 2,‎ 1991 (lire en ligne)
- (en) William A. dePrater, God Hovered Over the Waters: The Emergence of the Protestant Reformation, Eugene, OR, Wipf and Stock Publishers, 2015 (ISBN 978-1-4982-0454-5)
- (en) David A. DeSilva, « Hebrews 6:4-8: A Socio-rhetorical Investigation (Part 1) », Tyndale Bulletin, vol. 50, no 1,‎ 1999, p. 33–57 (lire en ligne)
- (en) Edwin R. Eby, « How Secure Is a Believer? », sur Anabaptist Resources, 2020 (consulté le 19 mai 2022)
- (en) Jim Ellis, « What is Hyper-Calvinism? », Reformed Perspectives Magazine, vol. 10, no 15,‎ 2008 (lire en ligne, consulté le 13 mai 2024)
- (en) EncyclopaediaE, Encyclopædia Britannica, 2024a (lire en ligne), « Gregory Of Rimini »
- (en) EncyclopaediaE, Encyclopædia Britannica, 2024b (lire en ligne), « Ratramnus »
- (en) James Leo Jr. Garrett, Baptist Theology: A Four-Century Study, Macon, GA, Mercer University Press, 2009 (ISBN 978-0-88146-129-9)
- (en) Norman L. Geisler, Four Views on Eternal Security, Grand Rapids, MI, Zondervan, 2002
- (en) Crawford Gribben et John W. Tweeddale, T&T Clark Handbook of John Owen, London, T&T Clark, 2022
- (en) Wayne Grudem, Systematic Theology: An Introduction to Biblical Doctrine, Leicester, England & Grand Rapids, MI, Inter-Varsity Press & Zondervan, 1994
- (en) Bengt Hägglund, Teologins historia [« History of Theology »], St. Louis, MO, Concordia Publishing House, 2007, 4e éd. (1re éd. 1968) (ISBN 978-0758613486)
- (en) Roger D. Haight, « Notes on the Pelagian Controversy », Philippine Studies, vol. 22, no 1,‎ 1974, p. 26–48 (JSTOR 426345413, lire en ligne)
- (en) Wouter J. Hanegraaf, Dictionary of Gnosis and Western Esotericism, vol. 2, Leiden, Brill, 2005
- (en) Paul Helm, Calvin at the Center, Oxford, Oxford University Press, 2010
- (en) Michael Horton, Four Views on Eternal Security, Grand Rapids, MI, Zondervan, 2002
- (en) Dave Hunt et James White, Debating Calvinism: Five Points, Two Views, Colorado Springs, CO, Crown Publishing Group, 2009
- (en) Henry Eyster Jacobs, The Book of Concord: Or the Symbolical Books of the Evangelical Lutheran Church, vol. 1, Philadelphia, United Lutheran Publication House, 1911 (lire en ligne)
- (en) Frank A. III James, Peter Martyr Vermigli and Predestination: The Augustinian Inheritance of an Italian Reformer, Oxford, Clarendon, 1998
- (en) Greg Johnson, « 67. Is perseverance of the saints the same thing as eternal security? », sur Monergism, 2008 (consulté le 23 février 2024)
- (en) Kenneth D. Keathley, Salvation and Sovereignty: A Molinist Approach, Nashville, B&H Publishing Group, 2010
- (en) Dongsu Kim, Perseverance and Apostasy in the New Testament: Unpacking the Dynamic of God's Sovereignty and Human Responsibility, Bloomington, IN, WestBow Press, 2022
- (en) George Thomas Kurian et Sarah Claudine Day, The Essential Handbook of Denominations and Ministries, Grand Rapids, MI, Baker Books, 2017
- (en) Kenneth Scott Latourette, A History of the Expansion of Christianity, New York, Harper & Bros, 1945 (OCLC 277266105)
- (en) Christine McCann, « The Influence of Manichaeism on Augustine of Hippo as a Spiritual Mentor », Cistercian Studies Quarterly, vol. 44, no 3,‎ 2009, p. 255–277
- (en) Alister McGrath, Iustitia Dei : a history of the Christian doctrine of justification, Cambridge, Cambridge University Press, 1998
- (en) O. Glenn McKinley, Where Two Creeds Meet, Kansas City, MO, Beacon Hill Press of Kansas City, 1965 (lire en ligne)
- (en) Scot McKnight, « The Warning Passages of Hebrews: A Formal Analysis and Theological Conclusions », Trinity Journal, vol. 13, no 1,‎ 1992, p. 21–59 (lire en ligne)
- (en) C. Matthew McMahon, Augustine's Calvinism: The Doctrines of Grace in Augustine's Writings, Coconut Creek, FL, Puritan Publications, 2012
- (en) James Bowling Mozley, A Treatise on the Augustinian Doctrine of Predestination, London, J. Murray, 1855 (lire en ligne)
- (en-US) Richard A. Muller, After Calvin: Studies in the Development of a Theological Tradition, Oxford, Oxford University Press, 2003
- (en) Albert Henry Newman, Manual of Church History, Philadelphia, American Baptist Publication Society, 1904
- (en) James O'Donnell, Augustine: A New Biography, New York, NY, HarperCollins, 2005
- (en) Johannes van Oort, « Augustine and Manichaeism: New Discoveries, New Perspectives », Verbum et Ecclesia, vol. 27, no 2,‎ 2006, p. 710–728 (DOI 10.4102/VE.V27I2.172, hdl 2263/2551 , S2CID 170573550)
- (en) B. J. Oropeza, « The Warning Passages in Hebrews: Revised Theologies and New Methods of Interpretation », Currents in Biblical Research, vol. 10,‎ 2011, p. 1–21 (DOI 10.1177/1476993X10391138, S2CID 170628561, lire en ligne)
- (en) B. J. Oropeza, Churches under Siege of Persecution and Assimilation: Apostasy in the New Testament Communities, vol. 3, Eugene, Cascade/Wipf & Stock, 2012
- (en) Edwin H. Palmer, The Five Points of Calvinism, Grand Rapids, MI, Baker Books, 1996
- (en) C. Michael Paton, « Doubting Calvinists », sur Credo House, 2013b (consulté le 1er mai 2024)
- (en-US) Robert Picirilli, Grace, Faith, Free Will: Contrasting Views of Salvation, Nashville, Tennessee, Randall House, 2002 (ISBN 0-89265-648-4)
- (en) Arthur W. Pink, Eternal Security, Lafayette, IN, Sovereign Grace Publishers, Inc, 2001 (ISBN 1589601955)
- (en) Arthur W. Pink, Studies on Saving Faith, Zeeland, MI, Reformed church Publications, 2009
- W. T. Purkiser, Concepts contradictoires de la sainteté, Lenexa, KS, Éditions Foi et Sainteté, 2008 (lire en ligne)
- (en) Geoffrey D. Robinson, Saved by Grace through Faith or Saved by Decree?: A Biblical and Theological Critique of Calvinist Soteriology, Eugene, OR, Wipf and Stock Publishers, 2022
- (en) George Routledge, Canons and Decrees of the Council of Trent, London, George Routledge And Co., 1851 (lire en ligne)
- (en) Philip Schaff, History of the Christian Church, vol. 3, Oak Harbor, WA, Logos Research Systems, 1997 (lire en ligne)
- (en) Philip Schaff, History of the Christian Church, vol. 6, Oak Harbor, WA, Logos Research Systems, 1997b (lire en ligne)
- (en) R. C. Sproul, Essential Truths of the Christian Faith, Carol Stream, IL, Tindale House Publishers, Inc., 2011
- (en-US) R. C. Sproul, What Is Reformed Theology?: Understanding the Basics, Grand Rapids, MI, Baker Books, 2016 (ISBN 978-0-8010-1846-6)
- (en) John Stacey, Encyclopædia Britannica, 2024 (lire en ligne), « John Wycliffe »
- Keith Stanglin, « L'assurance du salut selon le calvinisme : quelles perspectives ? », sur Arminianisme Évangélique, 2018 (consulté le 16 novembre 2024)
- (en) Charles Stanley, Eternal Security: Can You Be Sure?, Nashville, Oliver Nelson, 1990 (ISBN 978-0840790958)
- (en) James Strong et John McClintock, The Cyclopedia of Biblical, Theological, and Ecclesiastical Literature, New York, Haper and Brothers, 1880 (lire en ligne), « Augustine »
- (en) Peter Toon, The Emergence of Hyper-Calvinism in English Nonconformity 1689-1765, Eugene, OR, Wipf and Stock Publishers, 2011
- (en) USBC, Census of Religious Bodies, 1936, Washington, U.S. Government Printing Office, 1941 (lire en ligne)
- (en) Jerry L. Walls et Joseph Dongell, Why I am not a Calvinist, Downers Grove, IL, InterVarsity Press, 2004
- (en) Westminster Assembly, The Confession of Faith of the Assembly of Divines at Westminster, London, Presbyterian Church of England, 1946 (1re éd. 1646) (lire en ligne)
- (en) Kenneth Wilson, A Defense of Free Grace Theology: With Respect to Saving Faith, Perseverance, and Assurance, The Woodlands, TX, Grace Theology Press, 2017 (ISBN 978-0-9981385-4-1), « A theological and Historical Investigation »
- (en) Kenneth Wilson, Augustine's Conversion from Traditional Free Choice to "Non-free Free Will: A Comprehensive Methodology", Tübingen, Mohr Siebeck, 2018
- (en-US) Mildred Bangs Wynkoop, Foundations of Wesleyan-Arminian Theology, Kansas City, MO, Beacon Hill Press, 1967